# Pont de Fanambana
Le pont de Fanambana est un pont à haubans situé sur la rivière Fanambana (en) sur la route nationale 5a entre Vohémar et Sambava dans la région de Sava, à Madagascar. 

## Histoire
Le pont a été achevé en 1964.